# 王文 (1980年)
王文（1980年10月—），浙江义乌人，现任中国人民大学重阳金融研究院院长、全球领导力学院院长、丝路学院副院长、特聘教授，兼任中国金融学会绿色金融专业委员会秘书长、国务院参事室金融研究中心研究员、中国社会科学院世界社会主义研究中心常务理事、欧美同学会理事、中国人民外交学会理事、新华社特约分析师等，并在莫斯科国立大学、兰州大学等国内外十多所大学担任客座教授，《环球时报》英文版、观察者网专栏作家。 
王文高中时代就读于义乌二中。1997年考入兰州大学历史系，休学创业一年。1998年，王文进入兰州大学学习。在校时曾任全国学联副主席、甘肃省学联主席、兰州大学学生会主席。2002年获学士学位，免试继续在兰州大学攻读硕士研究生。王文的导师为王起亮，硕士学位论文题目为《转变中的中国国家认同与外交战略（1949-2004）：一种建构主义的分析框架》。
2005年从兰州大学研究生毕业后，加入人民日报工作。曾任《环球时报》编委（主管评论、社评），在20多个国家从事采访工作，获2011年“中国新闻奖”。其间在北京大学攻读博士学位。2013年初，王文参与创办新型智库人大重阳，先后担任执行副院长、执行院长、院长。。2025年，王文被聘任为中国人民大学全球领导力学院院长。
王文主要研究领域为智库研究、 全球治理、宏观经济、绿色金融、大国关系。专著、合著、编著、译著包括《思想坦克：中国智库的过去、现状与未来》《绿色金融：金融强国的新增量》《百年变局》《强国长征路：百国调研归来看中华复兴和世界未来》《看好中国：一位智库学者的全球演讲》《伐谋：中国智库影响世界之道》《美国的焦虑：一位智库学者对美国的调研手记》等40余本。
王文走访调研近百国（包括南极点），撰写的研究报告多次获党和国家领导人批示与肯定，是多个部委的咨询专家。2016年习近平总书记主持哲学社会科学工作座谈会，王文是十位发言学者之一。 曾获2011年“中国新闻奖”“2014中国十大智库人物”“2015中国发展改革领军人物”“2016影响中国年度智库”，2019-2024年连续获人大“国家高端智库”建设先进个人奖。2017年文化名家暨“四个一批”人才，2020年国家“万人计划”哲学社会科学领军人才。